# Lista de libretistas e dedicados das composições de Cécile Chaminade
Nota: Esta é a Lista de libretistas e dedicados das composições de Cécile Chaminade ordenada por título, libretista, data de criação e/ou publicação (texto), e dedicados, e não ordenada por número Opus/W (Op. de 1 à 171, e W de 257 à 392), letras ou tradução.
| Título                  | Opus/W | Libretista                | Data    | Dedicatória                     | Letra       | Tradução |
| ----------------------- | ------ | ------------------------- | ------- | ------------------------------- | ----------- | -------- |
| - L'Angélus             | 69     | Armand Silvestre          | 1892-93 | Laure Taconet                   | [ i ]       | [ a ]    |
| - Les Papillons         | 259    | Théophile Gautier         | 1837    | Pauline de Potocka              | [ ii ]      | [ b ]    |
| - Te souviens-tu?       | 261    | Benjamin Godard           | 1878    | Jacques Maho                    | [ iii ]     | [ c ]    |
| - Chanson slave         | 262    | Paul Ginisty              | 1887    | Madame Brunet-Lafleur           | [ iv ]      | [ d ]    |
| - Souhait               | 264    | Georges Van Ormelingen    | 1886    | Marie Tayau                     | [ v ]       | [ e ]    |
| - Ritournelle           | 265    | François Coppée           | 1864-69 | Lauwers                         | [ vi ]      | [ f ]    |
| - Madrigal              | 266    | Georges Van Ormelingen    | 1888    | Madame W. Enoch                 | [ vii ]     | [ g ]    |
| - La fiancée du soldat  | 267    | Charles Grandmougin       | 1890    | Madame Maurice Lecointe         | [ viii ]    | [ h ]    |
| - Auprès de ma vie      | 268    | Octave Pradels            | 1888    | Madame E. de Lavallèe           | [ ix ]      | [ i ]    |
| - L'ideal               | 269    | Sully Prudhomme           | 1865-66 | Léon van Hoof                   | [ x ]       | [ j ]    |
| - Voisinage             | 270    | Henry Maigrot             | 1888    | Camille Périer                  | [ xi ]      | [ k ]    |
| - L'absente             | 271    | Édouard Guinand           | 1888    | Fanny Lépin                     | [ xii ]     | [ l ]    |
| - Nice la belle         | 273    | Auguste Marin             | 1889    | Rose Delaunay                   | [ xiii ]    | [ m ]    |
| - Fleur jetée           | 275    | Armand Silvestre          | 1874-78 | M. Giraudet                     | [ xiv ]     | [ n ]    |
| - Amour d'automne       | 276    | Armand Silvestre          | 1889    | Madame M. Gallet                | [ xv ]      | [ o ]    |
| - Les Deux Ménétriers   | 277    | Jean Richepin             | 1899    | M. Plancon de l'Opéra           | [ xvi ]     | [ p ]    |
| - Rêve d'un soir        | 278    | Eugène Adenis             | 1890    | Boudouresque, jr.               | [ xvii ]    | [ q ]    |
| - Vieux Portrait        | 279    | Rosemonde Gérard          | 1890    | Boudouresque, jr.               | [ xviii ]   | [ r ]    |
| - Les rêves             | 280    | Louis Guays               | 1891    | Madame Paul Hillemacher         | [ xix ]     | [ s ]    |
| - Plaintes d'amour      | 281    | Eugène Adenis             | 1891    | Suzanne Lacombe                 | [ xx ]      | [ t ]    |
| - Tu me dirais...       | 282    | Rosemonde Gérard          | 1891    | Marie Veyssier                  | [ xxi ]     | [ u ]    |
| - Amoroso               | 283    | Armand Silvestre          | 1884-89 | Mademoiselle E. Manière         | [ xxii ]    | [ v ]    |
| - L'anneau d'argent     | 284    | Rosemonde Gérard          | 1889    | Madame Conneau                  | [ xxiii ]   | [ w ]    |
| - Colette               | 285    | Pierre Barbier            | 1891    | Félix Lévy                      | [ xxiv ]    | [ x ]    |
| - Sur la Plage          | 286    | Édouard Guinand           | 1892    | Madame Deschamps-Jéhin          | [ xxv ]     | [ y ]    |
| - Berceuse              | 287    | Édouard Guinand           | 1892-95 | Rosa Leo                        | [ xxvi ]    | [ z ]    |
| - Le rendez-vous        | 289    | Charles Cros              | 1873    | Monsieur Engel de l'Opéra       | [ xxvii ]   | [ aa ]   |
| - Viens, mon bien-aimé! | 290    | Armand Lafrique           | 1892-95 | Madame Watto                    | [ xxviii ]  | [ ab ]   |
| - Invocation            | 291    | Victor Hugo               | 1834    | Monsieur Pol Plançon de l'Opéra | [ xxix ]    | [ ac ]   |
| - L'Amour Captif        | 292    | Thérèse Maquet            | 1893    | Pol Plançon                     | [ xxx ]     | [ ad ]   |
| - Ma prèmiere lettre    | 293    | Rosemonde Gérard          | 1889    | Mademoiselle Landi              | [ xxxi ]    | [ ae ]   |
| - Malgré nous           | 294    | Rosemonde Gérard          | 1889    | Liza Lehmann                    | [ xxxii ]   | [ af ]   |
| - Si j'étais jardinier  | 296    | Léon Roger-Milès          | 1893    | M. Clément de l'Opéra Comique   | [ xxxiii ]  | [ ag ]   |
| - Le Noël des oiseaux   | 297    | Armand Silvestre          | 1893    | Madame Molé-Truffier            | [ xxxiv ]   | [ ah ]   |
| - Rosemonde             | 298    | Marc Constantin           | 1894    | Marie Hasselmans                | [ xxxv ]    | [ ai ]   |
| - Sérénade Sévillane    | 299    | Édouard Guinand           | 1894    | Mazalbert                       | [ xxxvi ]   | [ aj ]   |
| - Chanson Groënlandaise | 300    | Jules Verne               | 1894    | Madame Édouard Lalo             | [ xxxvii ]  | [ ak ]   |
| - Sombrero              | 301    | Edouard Guinand           | 1894    | Soulacroix                      | [ xxxviii ] | [ al ]   |
| - Mignonne              | 302    | Pierre de Ronsard         | 1894    | Madame Brousse                  | [ xxxix ]   | [ am ]   |
| - L'été                 | 303    | Edouard Guinand           | 1894    | Madamoiselle Kiréevsky          | [ xl ]      | [ an ]   |
| - Ballade à la lune     | 304    | Alfred de Musset          | 1872    | Madame Edouard Colonne          | [ xli ]     | [ ao ]   |
| - Villanelle            | 306    | Edouard Guinand           | 1894    | Madame Jules Gouin              | [ xlii ]    | [ ap ]   |
| - Aubade                | 309    | Edouard Guinand           | 1894    | Henri Tellie                    | [ xliii ]   | [ aq ]   |
| - Ressemblance          | 310    | Jean Rameau               | 1888    | Madame Gabrielle Krauss         | [ xliv ]    | [ ar ]   |
| - Ronde d'Amour         | 311    | Charles Fuster            | 1883-86 | Madame Colombel                 | [ xlv ]     | [ as ]   |
| - Viatique              | 313    | Eugène Manuel             | 1895    | Jean de Reszké                  | [ xlvi ]    | [ at ]   |
| - Espoir                | 317    | Charles Fuster            | 1883-86 | Mario Ancona                    | [ xlvii ]   | [ au ]   |
| - Mandoline             | 319    | Charles Foley             | 1895    | Monsieur et Madame A. Bosquet   | [ xlviii ]  | [ av ]   |
| - Fleur du matin        | 322    | Charles Fuster            | 1898    | Henriette Moszkowski            | [ xlix ]    | [ aw ]   |
| - Chanson triste        | 329    | Comtesse Béatrice Rochaid | 1898    | Alfred Cottin                   | [ l ]       | [ ax ]   |
| - Mots d'amour          | 331    | Charles Fuster            | 1898    | Paul Pecquery                   | [ li ]      | [ ay ]   |
| - Au pays bleu          | 332    | Charles Fuster            | 1898    | Monsieur Pol Plançon            | [ lii ]     | [ az ]   |
| - Amertume              | 333    | D. Enoch                  | 1898    | Comtesse Mniszech               | [ liii ]    | [ ba ]   |
| - La chanson du fou     | 335    | ?                         | 1823-28 | —                               | [ liv ]     | [ bb ]   |
| - Jadis                 | 337    | Edouard Guinand           | 1898    | Paul Seguy                      | [ lv ]      | [ bc ]   |
| - C'était en avril      | 345    | Édouard Pailleron         | 1864    | Louise Genicoud                 | [ lvi ]     | [ bd ]   |
| - Au Firmament          | 352    | Paul Mariéton             | 1901    | Mademoisellede Mentque          | [ lvii ]    | [ be ]   |
| - L'Orgue               | 355    | Charles Cros              | 1879    | Lucien Fugère                   | [ lviii ]   | [ bf ]   |
| - Alleluia              | 357    | Paul Mariéton             | 1901    | Marcella Pregi                  | [ lix ]     | [ bg ]   |
| - Écrin                 | 359    | René Niverd               | 1902    | Melle. Jeanne Leclerc           | [ lx ]      | [ bh ]   |
| - Infini                | 360    | Charles Fuster            | 1905    | Yvonne de Saint-André           | [ lxi ]     | [ bi ]   |
| - Bonne humeur          | 362    | Amélie de Wailly          | 1903    | LMadame Constans                | [ lxii ]    | [ bj ]   |
| - Refrain de Novembre   | 364    | Paul Gravollet            | 1903    | Ida Ekman                       | [ lxiii ]   | [ bk ]   |
| - Exil                  | 365    | René Niverd               | 1902    | Louis Derivis                   | [ lxiv ]    | [ bl ]   |
| - Portrait              | 366    | Pierre Reyniel            | 1904    | Madame Albani                   | [ lxv ]     | [ bm ]   |
| - Menuet                | 368    | Pierre Reyniel            | 1904    | Madame Ronchini                 | [ lxvi ]    | [ bn ]   |
| - Départ!               | 369    | Armand Silvestre          | 1885    | Mademoiselle Baume              | [ lxvii ]   | [ bo ]   |
| - N'est-ce pas?         | 370    | Armand Silvestre          | 1885    | Marie Capoy                     | [ lxviii ]  | [ bp ]   |
| - La lune paresseuse    | 377    | Charles de Bussy          | 1905    | Marie Lasne                     | [ lxix ]    | [ bq ]   |
| - Un souffle a passé    | 379    | Pierre Reyniel            | 1906    | Arthur Michaud                  | [ lxx ]     | [ br ]   |
| - Chanson de neige      | 380    | Ludovic Fortolis          | 1906    | Mademoiselle Irma Bastit        | [ lxxi ]    | [ bs ]   |
| - Chanson naïve         | 381    | Pierre Reyniel            | 1907    | —                               | [ lxxii ]   | [ bt ]   |
| - Je voudrais           | 386    | Pierre Reyniel            | 1912    | Marie Capoy                     | [ lxxiii ]  | [ bu ]   |
| - Attente               | 387    | Philippe d'Ohsson         | 1914    | Gabrielle Fourquez-Ciampi       | [ lxxiv ]   | [ bv ]   |

## Letras
| 1. 2. 3. 4. 5. 6. 7. 8. 9. 10. 11. 12. 13. 14. 15. 16. 17. 18. 19. 20. 21. 22. 23. 24. 25. 26. 27. 28. 29. 30. 31. 32. 33. 34. 35. 36. 37. 38. 39. 40. 41. 42. 43. 44. 45. 46. 47. 48. 49. 50. 51. 52. 53. 54. 55. 56. 57. 58. 59. 60. 61. 62. 63. 64. 65. 66. 67. 68. 69. 70. 71. 72. 73. 74. | 1. 2. 3. 4. 5. 6. 7. 8. 9. 10. 11. 12. 13. 14. 15. 16. 17. 18. 19. 20. 21. 22. 23. 24. 25. 26. 27. 28. 29. 30. 31. 32. 33. 34. 35. 36. 37. 38. 39. 40. 41. 42. 43. 44. 45. 46. 47. 48. 49. 50. 51. 52. 53. 54. 55. 56. 57. 58. 59. 60. 61. 62. 63. 64. 65. 66. 67. 68. 69. 70. 71. 72. 73. 74. |